# Nothocissus spicifera
Nothocissus spicifera är en vinväxtart som först beskrevs av William Griffiths, och fick sitt nu gällande namn av A. Latiff. Nothocissus spicifera ingår i släktet Nothocissus och familjen vinväxter. Inga underarter finns listade i Catalogue of Life.